# Zingiber laoticum
Zingiber laoticum là một loài thực vật có hoa trong họ Gừng. Loài này được François Gagnepain miêu tả khoa học đầu tiên năm 1907.
Tên gọi tại Trung Quốc là 梭穗姜 (thoa tuệ khương), nghĩa là gừng cành hoa hình thoi.

## Mẫu định danh
Mẫu định danh: Thorel C. s.n.; thu thập trong chuyến thám hiểm sông Mê Kông giai đoạn 1866-1868, tọa độ khoảng 18°23′41″B 101°30′14″Đ / 18,39472°B 101,50389°Đ, huyện Paklay (Parklai), tỉnh Xayabury. Mẫu isotype (MNHN-P-P00289156) lưu giữ tại Bảo tàng Lịch sử Tự nhiên Quốc gia Pháp ở Paris (P).

## Phân bố
Loài này được tìm thấy ở Lào (các tỉnh Xayabury, Xiengkhuang), Thái Lan (các tỉnh Chiang Mai, Chaiyaphum) và Trung Quốc (tỉnh Vân Nam). Môi trường sống là rừng thông và rừng lá sớm rụng, ở cao độ 400-1.200 m.

## Phân loại
Z. laoticum thuộc tổ Zingiber.

## Mô tả
Cây thảo thân rễ, cao 0,8-1,4 m? Lá 10-25, lá non hình mác-thẳng, hai mặt nhẵn nhụi, đốm nhỏ thưa thớt màu nâu vàng ánh đỏ, có sọc, lá trưởng thành thẳng-hình mác, 10-25 × 3–6 cm, nhẵn nhụi, đáy thon nhỏ dần, đỉnh hình đuôi; lưỡi bẹ dài 7–12 mm, nguyên, khô xác, nhẵn nhụi; bẹ lá dài 2–9 cm, nhẵn nhụi. Cụm hoa mọc từ thân rễ. Cán hoa dài 15-25(-35) cm, mập, có vảy dài 2-4,5 cm, đỉnh nhiều lông, vảy ở đáy xếp lợp, nhẵn nhụi, hình ống, dạng bẹ bao, có sọc, hơi nhọn, cứng tại đỉnh, vảy phần trên không xếp chồng, dần dần có hình dạng của lá bắc; cành hoa bông thóc hình thoi, dài 8-12(-15) cm, rộng 2–5 cm, nhẵn nhụi, nhiều màu sắc; lá bắc màu xanh lục-tía tới đỏ khi tạo quả, 3-4 × 1,5-2,5 cm, hình thoi tới hình trứng, đỉnh nhọn thon-tù, mép dạng màng, gần đỉnh màu xanh lục tới đỏ; lá bắc con thẳng-hình mác, nhẵn nhụi, dài 3 cm. Đài hoa hình ống, 3 răng, răng rất nhỏ, thuôn tròn gần như cắt cụt, phần dưới nhiều lông. Ống tràng thanh mảnh, không dài hơn lá bắc, dài 3-3,5 cm; các thùy tràng hoa dài 2 cm, hình mác-nhọn, có 3-5 sọc màu nâu, thùy lưng hầu như không rộng hơn. Cánh môi hình gần tròn, 1,9-2 × 2-2,1 cm, 3 thùy, thùy giữa 2 lần dài hơn và rộng hơn, tổng thể tù, màu ánh vàng với sọc nâu, khi khô có sọc nâu; nhị lép 0 hoặc tạo thành các thùy bên của cánh môi. Bao phấn không cuống, dài ~1 cm, dài hơn phần phụ liên kết một chút. Phần phụ liên kết cong vào, dài ~1 cm. Bầu nhụy rậm lông; nhụy lép hình dùi, dài 4 mm. Hạt hình elip, màu nâu-đen. Ra hoa tháng 4.
Z. laoticum thoạt nhìn dường như là một thứ của Z. parishii; nhưng nó rất dễ phân biệt với loài kia ở một số đặc điểm đáng chú ý sau: lưỡi bẹ không màu xanh lục mà khô xác, không 2 thùy mà rất nguyên; lá non thẳng rất hẹp, gợi ý rằng lá trưởng thành sẽ không có dạng hình trứng-hình mác như ở lá trưởng thành của Z. parishii; lá bắc luôn luôn tù nhọn thon; bầu nhụy rậm lông và đài hoa có lông ở nửa dưới; các thùy tràng hoa không đồng nhất màu trắng ánh vàng mà có các sọc màu nâu khác biệt; các thùy tràng hoa hầu như dài bằng cánh môi mà không dài hơn so với nó, như ở Z. parishii. Cuối cùng, cánh môi có lẽ không phải kẻ ô vuông màu nâu mà dường như là sọc dọc theo hướng của các gân.